# Oakley (Kansas)
Oakley és una població dels Estats Units a l'estat de Kansas. Segons el cens del 2000 tenia 2.173 habitants.

## Demografia
Segons el cens del 2000, Oakley tenia 2.173 habitants, 904 habitatges, i 603 famílies. La densitat de població era de 443,9 habitants/km².
Dels 904 habitatges en un 27,5% hi vivien nens de menys de 18 anys, en un 56,4% hi vivien parelles casades, en un 7,1% dones solteres, i en un 33,2% no eren unitats familiars. En el 30,4% dels habitatges hi vivien persones soles el 15,9% de les quals corresponia a persones de 65 anys o més que vivien soles. El nombre mitjà de persones vivint en cada habitatge era de 2,34 i el nombre mitjà de persones que vivien en cada família era de 2,94.
Per edats la població es repartia de la següent manera: un 24,3% tenia menys de 18 anys, un 7% entre 18 i 24, un 23,7% entre 25 i 44, un 22,2% de 45 a 60 i un 22,8% 65 anys o més.
L'edat mediana era de 42 anys. Per cada 100 dones de 18 o més anys hi havia 88,1 homes.
La renda mediana per habitatge era de 30.781 $ i la renda mediana per família de 41.066 $. Els homes tenien una renda mediana de 30.179 $ mentre que les dones 19.886 $. La renda per capita de la població era de 16.882 $. Entorn del 3,1% de les famílies i el 7,2% de la població estaven per davall del llindar de pobresa.

## Poblacions més properes
El següent diagrama mostra les poblacions més properes.